# ダニエル・アングロ
ダニエル・パトリシオ・アングロ・アロヨ（スペイン語: Daniel Patricio Angulo Arroyo、1986年11月16日 - ）は、エクアドルのサッカー選手。元エクアドル代表。ポジションはフォワード。

## タイトル
サンタフェ
- コパ・スダメリカーナ: 2015

CSA
- カンピオナート・ブラジレイロ・セリエC: 2017
- カンピオナート・アラゴアーノ: 2018